# مرتنیک (ناحیه پلزن-شمالی)
مرتنیک (به چکی: Mrtník) یک منطقهٔ مسکونی در جمهوری چک است که در ناحیه پلزن-شمالی واقع شده‌است. مرتنیک ۳٫۹۱ کیلومتر مربع مساحت و ۳۲۶ نفر جمعیت دارد و ۴۵۶ متر بالاتر از سطح دریا واقع شده‌است.